# Las dos Carolinas
Las dos Carolinas est une telenovela chilienne diffusée du 2 mars au 12 septembre 2014 sur Chilevisión.

## Acteurs et personnages
- Francisca Lewin : Carolina Salazar
- Pablo Cerda : Martín Guzmán
- Claudia Di Girólamo : Sofía Parker
- Eduardo Paxeco : Lautaro Martínez
- Ximena Rivas : Rebeca Ibarra
- Héctor Noguera : Rolando Vallejos
- Francisca Gavilán : Jacqueline Said
- Juan Falcón : Wilson Vásquez
- Isidora Urrejola : Lorena Salazar
- Sebastián Layseca : Jonathan "Johnny" Salazar
- Daniela Palavecino : Alejandra Verdugo
- Eyal Meyer : Max Montero
- Sofía García : Isidora Ruiz
- Claudia Navarrete : Magdalena Fuentes
- Antonio Campos : Pablo Verdugo
- Claudio Castellón : Augusto "Pinocho" Navarro
- Luz Jiménez : Rosa Bahamondes
- Karla Melo : Carla Ferrada
- Juan Maldonado : Fabricio Salazar
- Constanza Poloni : Stephanie "Stefi" Salazar

### Participations spéciales
- Paloma Moreno : Carolina Salazar Recabarren
- Patricio Achurra : Luis Salazar
- Pablo Sotomayor : Mauricio, cliente argentino
- Andrés San Martín : Patricio Navarro
- Marina Salcedo

## Diffusion internationale
- Chilevisión

### Sources
- (es) Cet article est partiellement ou en totalité issu de l’article de Wikipédia en espagnol intitulé « Las 2 Carolinas » (voir la liste des auteurs).